# Hersiliola macullulata
Hersiliola macullulata là một loài nhện trong họ Hersiliidae.
Loài này thuộc chi Hersiliola. Hersiliola macullulata được miêu tả năm 1831 bởi Dufour.